# Richard Ratsimandrava
Richard Ratsimandrava (Antananarivo, 21 de marzo de 1931 - ibídem, 11 de febrero de 1975) fue presidente de Madagascar durante tan solo seis días en 1975, entre el 5 de febrero y el 11 de febrero, día en que fue asesinado.

## Biografía
Graduado por la École Spéciale Militaire de Saint-Cyr, colegio militar en Francia, sirvió en las filas del ejército francés en diversas partes del África hasta que regresó a Madagascar en 1960, tras la declaración de independencia. Pasó a formar parte del nuevo ejército malgache, alcanzando el rango de teniente coronel en 1968. En 1972, el presidente Gabriel Ramanantsoa estableció un gobierno militar en sustitución del gobierno del que había sido presidente desde la independencia, Philibert Tsiranana. Ratsimandrava fue nombrado Ministro del Interior en ese gobierno. Desde esa posición, ejerció su capacidad de influencia sobre el ejército, que le apoyó como nuevo presidente tras la dimisión de Ramanantsoa el 5 de febrero de 1975. Seis días después, Ratsimandrava fue asesinado mientras viajaba en coche desde el palacio presidencial hacia su domicilio. El suceso estuvo a punto de sumir al país en una guerra civil entre los seguidores del gobierno militar y los del antiguo presidente Tsiranana. El general Gilles Andriamahazo declaró la ley marcial y presidió el gobierno militar de transición que varios meses después cedería el poder a un gobierno civil presidido por Didier Ratsiraka.
- - Malagasy biografía

- Datos: Q559681
- Multimedia: Richard Ratsimandrava / Q559681